# 북부쿠스쿠스
북부쿠스쿠스 또는 회색쿠스쿠스(Phalanger orientalis)는 쿠스쿠스과에 속하는 유대류의 일종이다. 뉴기니섬 북부와 인접 지역 작은 섬들의 토착종이지만, 이제는 비스마르크 제도와 말루쿠 제도, 솔로몬 제도 그리고 티모르섬에서도 발견되며 선사 시대에 도입된 것으로 추정하고 있다. 이전에는 동부쿠스쿠스(P. intercastellanus)와 남부쿠스쿠스(P. mimicus)와 같은 종으로 간주했다.